# Озеров, Владислав Александрович
Владисла́в (в крещении Василий) Алекса́ндрович О́зеров (30 сентября [11 октября] 1769, Тверская губерния — 5 [17] сентября 1816, Тверская губерния) — русский драматург и поэт, наиболее популярный из трагиков начала XIX века. 

## Биография

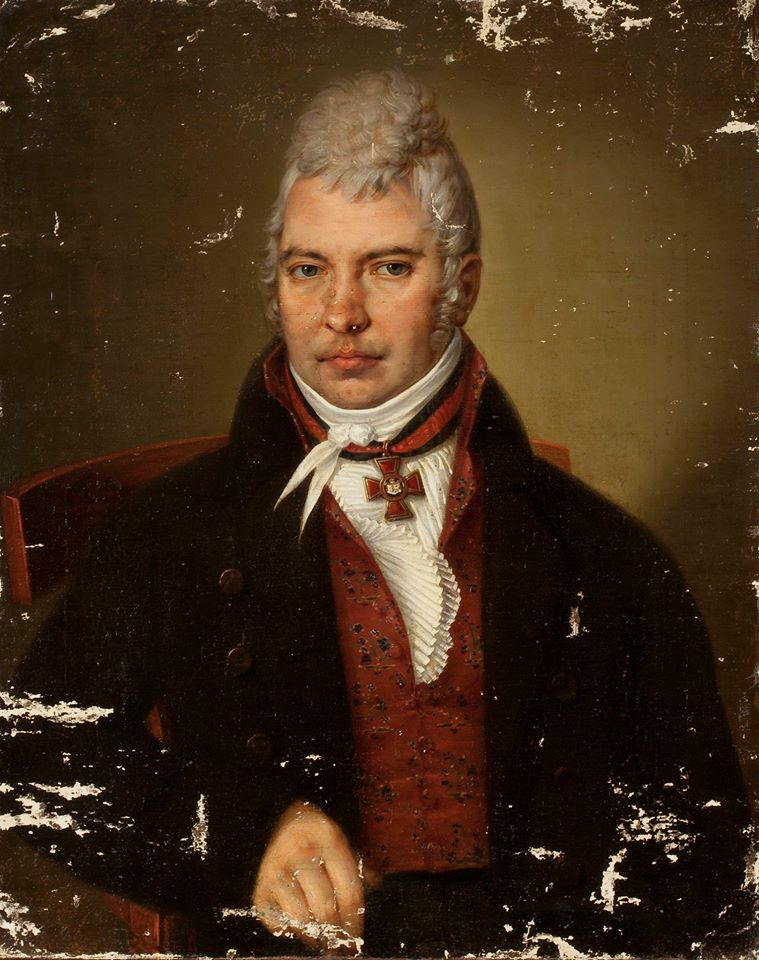
Портрет работы неизвестного художника, вторая половина 1800-х гг.

Родился в имении Борки (Казанское) Зубцовского уезда Тверской губернии 30 сентября (11 октября) 1769 года; отец — Александр Иринархович Озеров (23.12.1736—29.10.1820) — статский советник, директор Петербургского лесного департамента министерства финансов; мать, происходившая из дворянского рода Блудовых, была родной тётей графа Д. Н. Блудова. Мать рано умерла, а отец женился повторно.
Желая дать сыну хорошее образование, отец устроил его в Сухопутный шляхетский корпус, где словесность преподавал Я. Б. Княжнин. Соучеником Озерова был С. Н. Глинка.
Владислав Озеров служил в русско-турецкую войну 1787—1792. Затем был адъютантом начальника Шляхетского корпуса графа Ангальта и одним из преподавателей корпуса. Написал стихи на смерть Ангальта (1794); в том же году вышли сборник стихов Озерова, по-видимому, целиком уничтоженный автором и до нас не дошедший, и перевод с французского «Элоиза к Абеляру», связанный с личной любовной драмой Озерова. Служил на гражданской службе в Сенате, Экспедиции государственного хозяйства, Лесном департаменте. При Павле I Озеров, продолжая состоять в Лесном департаменте, вернулся на военную службу, в 1800 году ему было присвоено звание генерал-майора, в 1801 году он вышел в отставку, но в 1803 году опять вернулся в Лесной департамент.
С литературной точки зрения Озеров примыкал к кружку А. Н. Оленина, дружеские отношения с которым сохранил на всю жизнь. Славу получил как автор стихотворных трагедий, соблюдающих три единства классицизма, но проникнутых сентименталистским настроем: «Ярополк и Олег» (1798, опубликована посмертно); «Эдип в Афинах» (1804, на сюжет Софокла по французской переделке; здесь некоторые современники видели намёк на участие Александра I в отцеубийстве, хотя государь пожаловал за спектакль Озерову и некоторым актёрам перстни); «Фингал» (1805, на сюжет оссианических сочинений Макферсона); «Димитрий Донской» (1807); «Поликсена» (1809).
Озерова первое время приветствовал Г. Р. Державин, с которым они были близко знакомы как минимум с 1798 года, но после «Фингала» их отношения испортились.
Наибольший успех выпал на долю трагедии «Димитрий Донской», появившейся в обстановке наполеоновских войн (битва при Прейсиш-Эйлау) и содержавшей ряд патриотических деклараций. Император оказал автору особую честь: побывал на публичном спектакле, подарил очередной перстень (на сей раз с вензелем) и разрешил посвящение пьесы ему. Несмотря на беспрецедентный сценический успех, трагедия вызвала ряд саркастических разборов и пародий. Её недостатки уже тогда были очевидны некоторым эстетически развитым зрителям. Главный герой представлен у Озерова не государственным деятелем и полководцем, а едва ли не «модным любовником», вполне в духе сентиментализма; действие трагедии совершенно неисторично, события Куликовской битвы служат фоном для вымышленной любовной интриги с участием Димитрия, Ксении и безымянного Князя Тверского.
В июле 1808 года после ряда мелких неприятностей по службе вышел в отставку. По причинам не совсем ясным он не получил пенсии от Александра I, ранее ему покровительствовавшего. Удалившись в глухую деревню Красный Яр в Чистопольском уезде Казанской губернии, унаследованную от матери, Озеров дописал там свою последнюю трагедию «Поликсена». Настроение Озерова раскрывается в письме к другу — А. Н. Оленину, который в Петербурге был своего рода литературным агентом драматурга:

Кажется, навсегда я прощаюсь с службою, с так называемым счастием и даже со славою, до которой трудно достигнуть, труднее удержать и которая за минутные наслаждения самолюбия доставляет долговременные и сердечные огорчения/— Цит. по: 
Несмотря на такую декларацию, Озеров отослал трагедию «Поликсена» в Петербург, где она была поставлена и зрителям понравилась (хотя успех был несравненно более скромный, чем прежде). После первых двух представлений Озеров затеял, при посредстве А. Н. Оленина, заочный финансовый спор с директором Императорских театров А. Л. Нарышкиным. Неудовлетворённый предлагавшимися ему условиями, Озеров забрал пьесу, и она более не ставилась.
Первое время Озеров следил за литературной жизнью Петербурга и военно-политическими событиями, но в сентябре 1812 года внезапно впал в умственное расстройство. Предполагается, что здесь сыграла определённую роль психическая травма — известие о сдаче Москвы французам. Отец перевёз его из закамской деревни в своё имение Борки; первое время он, по предписаниям врачей, работал в саду, но впоследствии одряхлел, не мог ходить, а под конец перестал и говорить.
Умер 5 (17) сентября 1816 года, так ничего и не узнав, в силу состояния своего рассудка, ни о победах русской армии в 1813—1814 гг., ни о продолжающихся сценических успехах его пьес («Эдип в Афинах», «Фингал», «Димитрий Донской»), которые в Петербурге представляли на театре два-три раза в месяц, то есть чаще, чем какие-либо иные. Был похоронен, как и отец, в Борках; на его могиле значилось: «Под сим камнем погребено тело генерал-майора и ордена святого Владимира третьей степени кавалера…»

## Оценки творчества
В кругах «арзамасцев» сложился миф об Озерове, изгнанном из столицы и сведённом в могилу завистниками, прежде всего А. А. Шаховским. Сторонником большого значения Озерова был П. А. Вяземский, автор обширной критико-биографической работы о нём (предисловие к первому посмертному изданию 1816—1817), но А. С. Пушкин ставил Озерова низко, видел в нём «холодность», схематичность и натянутость сюжетов и отсутствие «народности». В «Евгении Онегине» Пушкин утверждал, что «Озеров невольны дани народных слёз, рукоплесканий с младой Семёновой делил», то есть что успех его пьес был связан не с литературными достоинствами, а с игрой актрисы Екатерины Семёновой.
По оценке Д. П. Святополка-Мирского, «единственным выдающимся драматургом этого периода, „Карамзиным сцены“, был поэт Владислав Александрович Озеров <…> Озеров сохранил классические формы (в том числе и александрийский стих), но пытался влить в эти формы новую чувствительность. Эта атмосфера чувствительности и отделанности в соединении с карамзинской нежностью стиха и было то, что нравилось публике в озеровских трагедиях. <….> „Поликсена“ не имела такого успеха, но по существу это лучшее его произведение и, без сомнения, лучшая русская трагедия по французскому классическому образцу. Сюжет развёрнут в широкой, мужественной манере, и трагедия в самом деле вызывает к жизни атмосферу „Илиады“».